# Ryan Cochrane
Ryan Cochrane (n. 29 octombrie 1988, Victoria, British Columbia, Canada) este un înotător ce a reprezentat Canada, medaliat olimpic. A participat la 3 ediții ale Jocurilor Olimpice (2008, 2012, 2016) în care a câștigat două medalii de argint și două medalii de bronz.